# Nageia formosensis
Nageia formosensis é uma espécie de conífera da família Podocarpaceae.
Apenas pode ser encontrada na Taiwan.